# Renate Ramge
Renate Eco-Ramge (* 1935 in Frankfurt am Main) ist eine deutsch-italienische Dozentin für Kommunikation und Design.
Eco-Ramge lebt in Mailand und war von 1962 bis zu dessen Tod im Februar 2016 mit Umberto Eco verheiratet, mit dem sie einen Sohn und eine Tochter bekam. 
Renate Eco-Ramge entwickelte das Konzept des Laboratorio del Loggiato an der Pinacoteca di Brera in Mailand und gilt als Expertin für Museums- und Kunstdidaktik.

## Schriften
- Renate Eco-Ramge: Gebrauchsanweisungen in: Zur Geschichte der Gebrauchsanleitung. Theorien - Methoden - Fakten. Hrsg. von Clemens Schwender. Berlin, Bern, New York 1999
- Renate Eco: A scuola col museo - Guida alla didattica artistica. 2002. ISBN 88-452-1328-5

| Personendaten    | Personendaten                                                                       |
| ---------------- | ----------------------------------------------------------------------------------- |
| NAME             | Ramge, Renate                                                                       |
| ALTERNATIVNAMEN  | Eco-Ramge, Renate                                                                   |
| KURZBESCHREIBUNG | deutsch-italienische Dozentin für Kommunikation und Design, Ehefrau von Umberto Eco |
| GEBURTSDATUM     | 1935                                                                                |
| GEBURTSORT       | Frankfurt am Main                                                                   |